# Новая сила (Италия)
Новая сила (итал. Forza Nuova, FN) — итальянская ультраправая политическая партия. Основана по инициативе Роберто Фьоре и Массимо Морселло (известен как певец Нил Морс) 29 сентября 1997 года. В апреле 1999 года Фьоре возвратился на родину из Великобритании (находился в вынужденной эмиграции из-за уголовного преследования по обвинению в неофашистском терроризме периода Свинцовых семидесятых), с тех пор бессменно руководит партией.

## «Музыкальные истоки»
Партия была учреждена 29 сентября 1997 года в Каве под Римом, группой праворадикальных активистов, связанных с неофашистским политиком Роберто Фьоре и певцом-«альтернативистом» Массимо Морселло, находившимися тогда в эмиграции. Дата имела символическое значение: в Европе 29 сентября считается днём Архангела Михаила, особо почитаемого христианизированной частью ультраправых (например, Железной гвардией).
Первая генерация актива комплектовалась из среды скинхедов и поклонников музыкальной группы Intolleranza («Нетерпимость») Франческо Паллоттино. В истории Forza Nuova представители альтернативной музыки вообще сыграли заметную роль в идеологическом, организационном и финансовом аспектах. Это выглядит отчасти парадоксально в свете подчёркнутого патриархального традиционализма взглядов Фьоре и партийной идеологии.
21 апреля 1999 года Роберто Фьоре возвратился в Италию и с тех пор бессменно руководит партией.

## Доктрина фашистского традиционализма
Идеология Forza Nuova базируется на крайнем национализме, католическом традиционализме и наследии итальянского фашизма. Философскую основу создают воззрения Юлиуса Эволы, политическую — взгляды Бенито Муссолини, отчасти Джорджо Альмиранте и Пино Раути. При этом Роберто Фьоре внёс собственный вклад в партийную доктрину — «Новая сила» характеризуется ультраконсерватизмом, уклоном в традиционные ценности, категорическим отрицанием демократии (в своё время Альмиранте встраивал Итальянское социальное движение в республиканскую политическую систему), евроскептицизмом, яростным антиамериканизмом. Традиционный для итальянских правых антикоммунизм в этом контексте сохраняется, но отходит на второй план. Роберто Фьоре упрекает своего учителя Джорджо Альмиранте в том, что он «соединял фашизм с демократией».
Важное место в партийной программе занимают такие установки, как восстановление конкордата с Ватиканом 1929 года, государственная поддержка семьи, прекращение иммиграции, борьба с банковским ростовщичеством, формирование структур фашистского корпоративизма.

## Политические проявления
Первоначально возвращение Роберто Фьоре в Италию вызвало широкий резонанс в политической среде ультраправых. С 2001 года «Новая сила» принимает участие в парламентских выборах. В 2004—2006 партия Фьоре участвовала в коалиции Социальная альтернатива с партией «Социальное действие» Алессандры Муссолини и Социальным национальным фронтом Адриано Тильгера. Наибольшее количество голосов — более 250 тысяч в палату депутатов, более 210 тысяч в сенат, примерно 0,65 % — было получено на выборах 2006 года, когда партия выступала в этом блоке. Коалиция распалась из-за противоречий между партнёрами.
В марте 2007 «Новая сила» заключила договор о сотрудничестве (Patto d’Azione — Пакт действий) с «Социальным действием» Муссолини, организацией Volontari Nazionali («Национальные добровольцы», структура, происходящая из силовых подразделений Итальянского социального движения) и партией Пино Раути Движение социальной идеи. Через некоторое время к пакту присоединился Социальный национальный фронт Тильгера. Предполагалось совместное выступление на парламентских выборах 2008. Была вновь символически зафиксирована попытка консолидации ультраправых. Однако проект Patto d’Azione не получил развития из-за скорого ухода Алессандры Муссолини в партию Берлускони.
На выборах 2008 года Forza Nuova выступала в альянсе с Fiamma Tricolore.
Впоследствии партия дистанцировалась от коалиций, негативно относится к другим правым силам, считая их «американской агентурой». Электоральных успехов не достигала, в парламенте и местных органах власти не представлена. Лично Роберто Фьоре в 2008—2009 являлся депутатом Европарламента (автоматически заменив по списку сдавшую мандат Алессандру Муссолини). В то же время партия представлена во всех регионах Италии, периодически развивает внепарламентскую активность.
«Новая сила» осудила восстания Арабской весны 2011 года, поддерживала режимы Муамара Каддафи в Ливии и Башара Асада в Сирии. В марте 2011 партия организовала демонстрации против нелегальной иммиграции ливийских беженцев на острове Лампедуза.

Если правительство продолжает пренебрегать своей обязанностью защищать граждан, а также территориальную целостность Италии и Европы, мы примем этот вызов.
Роберто Фиоре

## Международные связи
Наиболее тесное сотрудничество (со времён эмиграции Фьоре) связывает «Новую силу» с британской ультранационалистической BNP Ника Гриффина. Партийные позиции близки к таким организациям европейских ультраправых, как Испанская альтернатива и французский Национальный фронт.
Forza Nuova относится к той части европейского ультраправого движения, которая симпатизирует Владимиру Путину и его политическому режиму.

«Мы завидуем русским, у которых такой национальный лидер», — говорит Роберто Фьоре, лидер итальянской партии «Новая сила» (обвинявшийся в своё время в причастности к неофашистскому терроризму). Его партия даже перестала нападать на аморального олигарха Берлускони — ведь у Путина не может быть плохих друзей.

Партия поддерживает контакты с единомышленниками в России. В апреле 2013 года Роберто Фьоре посетил Москву, где встретился с представителями российских консервативно-националистических сил — этнополитическим объединением «Русские», Российским общенародным союзом, другими организациями сходного направления.
Несмотря на связи «Новой силы» с украинской националистической партией «Свобода» и первоначальное одобрение украинского революционного движения 2013—2014, партия Фьоре решительно поддержала аннексию Крыма Российской Федерацией и одобрила политический курс Москвы в украинском конфликте.

Итальянский народ понял и разделил выбор крымского народа. Парламент Италии, к сожалению, смотрит на данную ситуацию глазами Америки и не поддерживает весьма обоснованную и актуальную политику России… Мне очень трудно дать совет моим европейским коллегам. До тех пор пока они будут придерживаться американских взглядов, они не смогут установить взаимоотношения с Россией, несмотря на то, что Россия в этой ситуации заслуживает всеобщего понимания и уважения.
Роберто Фьоре

«Новая сила» — наряду с французским Национальным фронтом, венгерским «Йоббиком», Британской национальной партией, бельгийским Фламандским интересом, польской «Фалангой» — принимала участие в конференции в Ялте 29-30 августа 2014 года в поддержку политики РФ.
22 марта 2015 года Роберто Фьоре от имени «Новой силы» принял участие в «Международном русском консервативном форуме», проведённом в Санкт-Петербурге. В своей речи Фьоре делал акцент на традиционных ценностях христианской морали и характеризовал Москву как «Третий Рим».